# The Circus Cowboy
The Circus Cowboy er en amerikansk stumfilm fra 1924 af William A. Wellman.

## Medvirkende
- Buck Jones som Buck Saxon
- Marian Nixon som Bird Taylor
- Jack McDonald som Ezra Bagley
- Ray Hallor som Paul Bagley
- Marguerite Clayton som Norma Wallace
- George Romain som Slovini